# مالکوم داوز
مالکوم داوز (انگلیسی: Malcolm Dawes؛ زادهٔ ۳ مارس ۱۹۴۴) بازیکن فوتبال اهل بریتانیا است.
از باشگاه‌هایی که در آن بازی کرده‌است می‌توان به باشگاه فوتبال هارتل پول یونایتد، باشگاه فوتبال وورکینگتون ای. اف. سی، و باشگاه فوتبال آلدرشات تاون اشاره کرد.